# VM i snooker 1964-1968
Under åren 1964–1968 spelades VM i snooker sju gånger, alla gånger som utmanarmatcher, där utmanaren spelade mot regerande mästaren. John Pulman vann alla matcher och blev följaktligen sjufaldig världsmästare.

## Resultat
| År   | Vinnare     | Resultat | Motståndare       | Spelplats                          |
| ---- | ----------- | -------- | ----------------- | ---------------------------------- |
| 1964 | John Pulman | 19 - 16  | Fred Davis        | London, England, Storbritannien    |
| 1964 | John Pulman | 40 - 33  | Rex Williams      | London, England, Storbritannien    |
| 1965 | John Pulman | 37 - 36  | Fred Davis        | London, England, Storbritannien    |
| 1965 | John Pulman | 25 - 22  | Rex Williams1     | Sydafrika                          |
| 1965 | John Pulman | 39 - 12  | Fred van Rensburg | Sydafrika                          |
| 1966 | John Pulman | 5 - 2    | Fred Davis1       | Liverpool, England, Storbritannien |
| 1968 | John Pulman | 39 - 34  | Eddie Charlton    | Bolton, England, Storbritannien    |

1 Resultaten i matcherna Pulman-Williams 1965 och Pulman-Davis 1966 anger matcher; Pulman och Williams spelade 47 matcher under en tour 1965 i Sydafrika, där även matchen Pulman-van Rensburg hölls. Övriga utmanarmatcher spelades i England.